# Adrien Vachette
Pour les articles homonymes, voir Vachette.

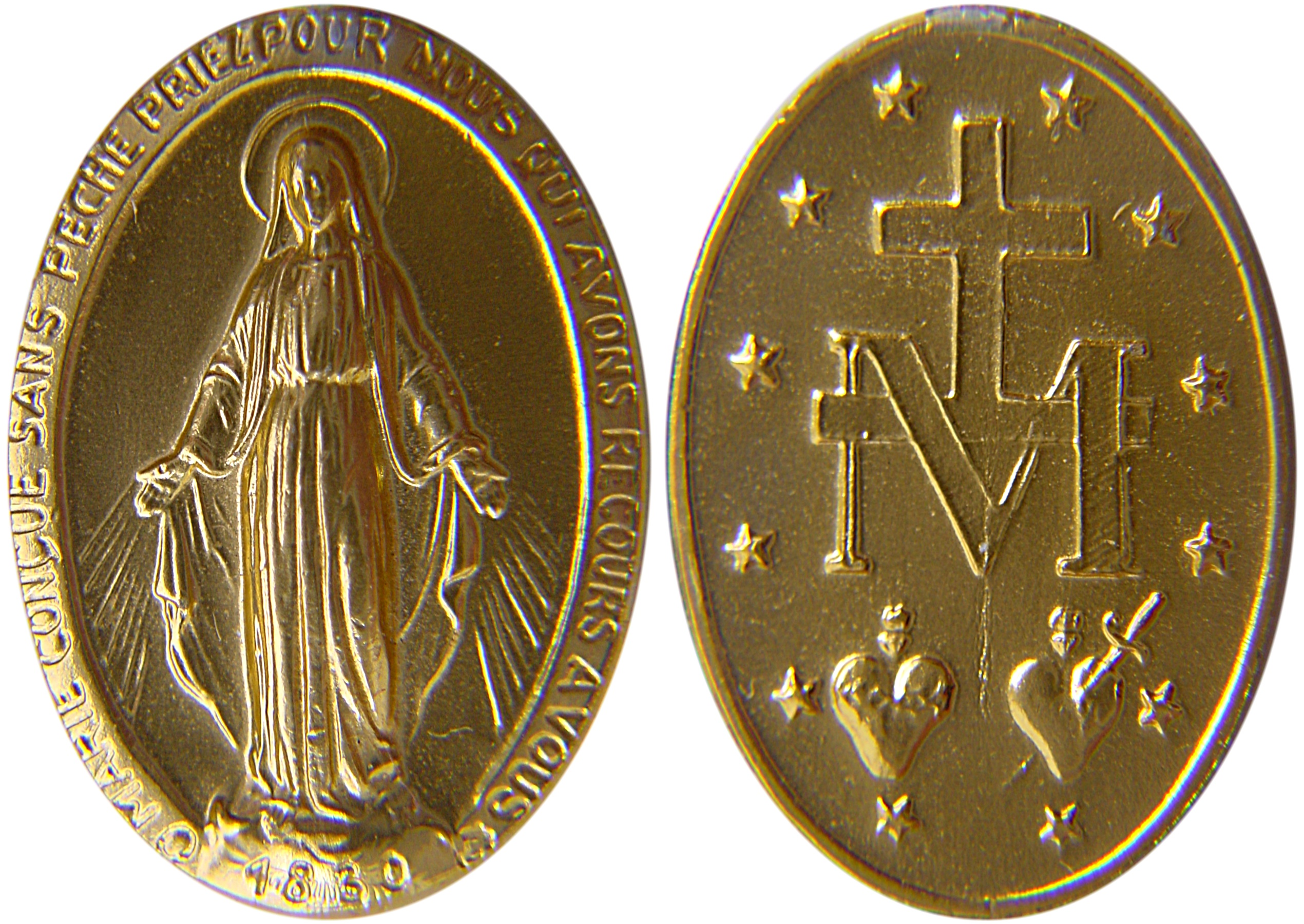
La médaille miraculeuse, dessinée et fabriquée par Adrien Vachette.

Adrien-Jean-Maximilien Vachette (1753-1839) est un orfèvre français, connu pour sa production de la médaille miraculeuse et de boîtes ciselées d'or.

## Biographie
Adrien Vachette naquit à Cauffry et fit son apprentissage auprès de Pierre-François Drais, qui le présenta pour son certificat de maîtrise le 21 juillet 1779. Sa boutique se trouvait à Paris, Place Dauphine. Il travailla pendant un temps pour la Maison Ouizille et Lemoine. Ce fut un concepteur et dessinateur prolifique et certainement l'un des artisans les plus renommés de son époque. C'est Vachette qui dessina la médaille miraculeuse (ou médaille de l'Immaculée Conception), d'après la vision de sainte Catherine Labouré. Il produisit et vendit plus de deux millions de médailles entre 1832 et 1836.
Il est connu aussi pour l'utilisation alors rare de matériaux naturels, comme l'écaille de tortue. Il eut parmi ses disciples Jean-Valentin Morel qui fut son apprenti avant d'ouvrir lui-même sa propre boutique à Paris.